# Johann Theobald Riefesell
Johann Theobald Riefesell (* 1. Juli 1836 in Hamburg; † 19. Januar 1895 ebenda) war ein deutscher Maler und Zeichenlehrer.

## Leben
Der Sohn eines Steinzeughändlers absolvierte zunächst eine Gärtnerlehre. Zeitgleich besuchte er die von Martin Gensler geleitete Zeichenschule der Patriotischen Gesellschaft von 1765 und lernte später bei dem Lithografen Charles Fuchs und dem Hamburgensien-Maler Wilhelm Heuer. Ein Stipendium ermöglichte ihm das Studium an der Kunstakademie Düsseldorf und an der Akademie der bildenden Künste Wien. Im Jahr 1860 ließ er sich als freischaffender Maler und Zeichenlehrer in Hamburg nieder und unterrichtete die Kinder wohlhabender Familien. Zu seinen Schülerinnen gehörten unteren anderen Molly und Helene Cramer, Marie Zacharias sowie Ebba Tesdorpf.

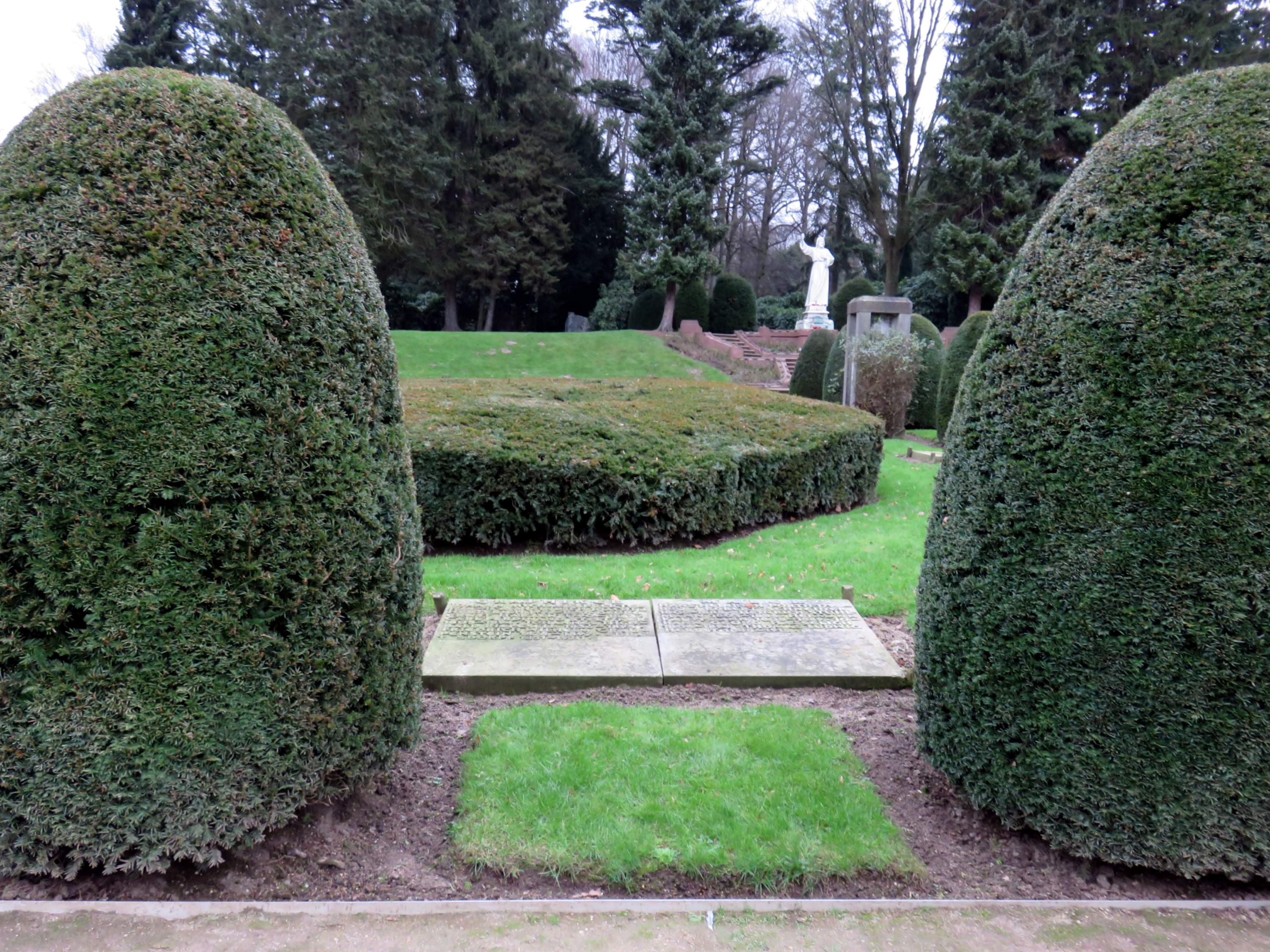
Grabmaltafel Althamburgischer Gedächtnisfriedhof Ohlsdorf

Von seinem umfangreichen Werk sind über 1000 Zeichnungen erhalten, in denen er das Aussehen Hamburgs vor den großen Umgestaltungen des späten 19. Jahrhunderts festhielt, aber auch den Abriss innerstädtischer Wohnviertel zugunsten des Hafenausbaus (Speicherstadt u. a.) dokumentierte.

## Ehrungen
Im Bereich des Althamburgischen Gedächtnisfriedhofs des Ohlsdorfer Friedhofs wird auf dem Doppel-Sammelgrabmal Graphiker (mit Maler) unter anderen an Johannes Theobald Riefesell erinnert. Im Jahr 1956 wurde die Riefesellstraße in Hamburg-Barmbek-Nord nach ihm benannt.

## Werke

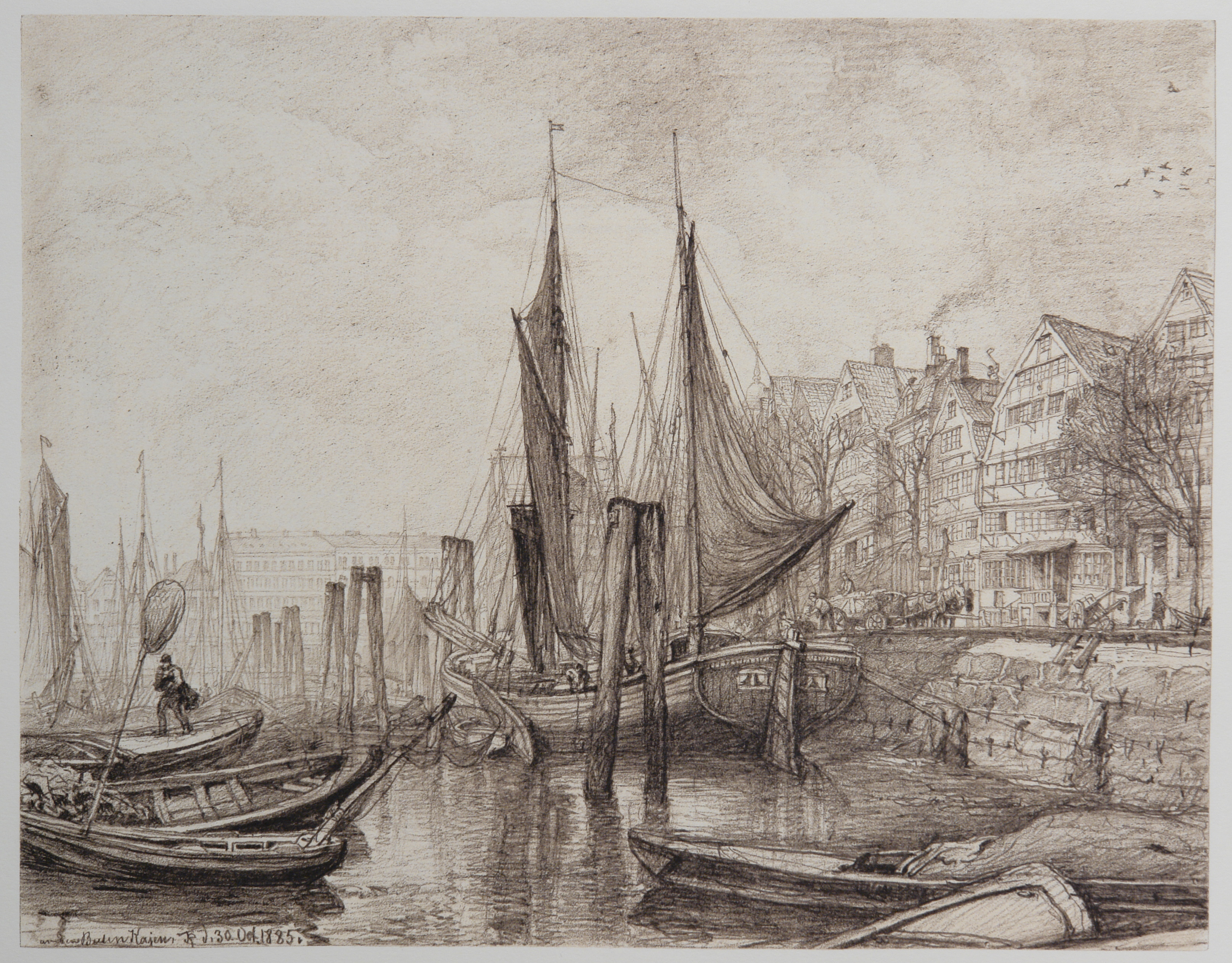
Binnenhafen 1885
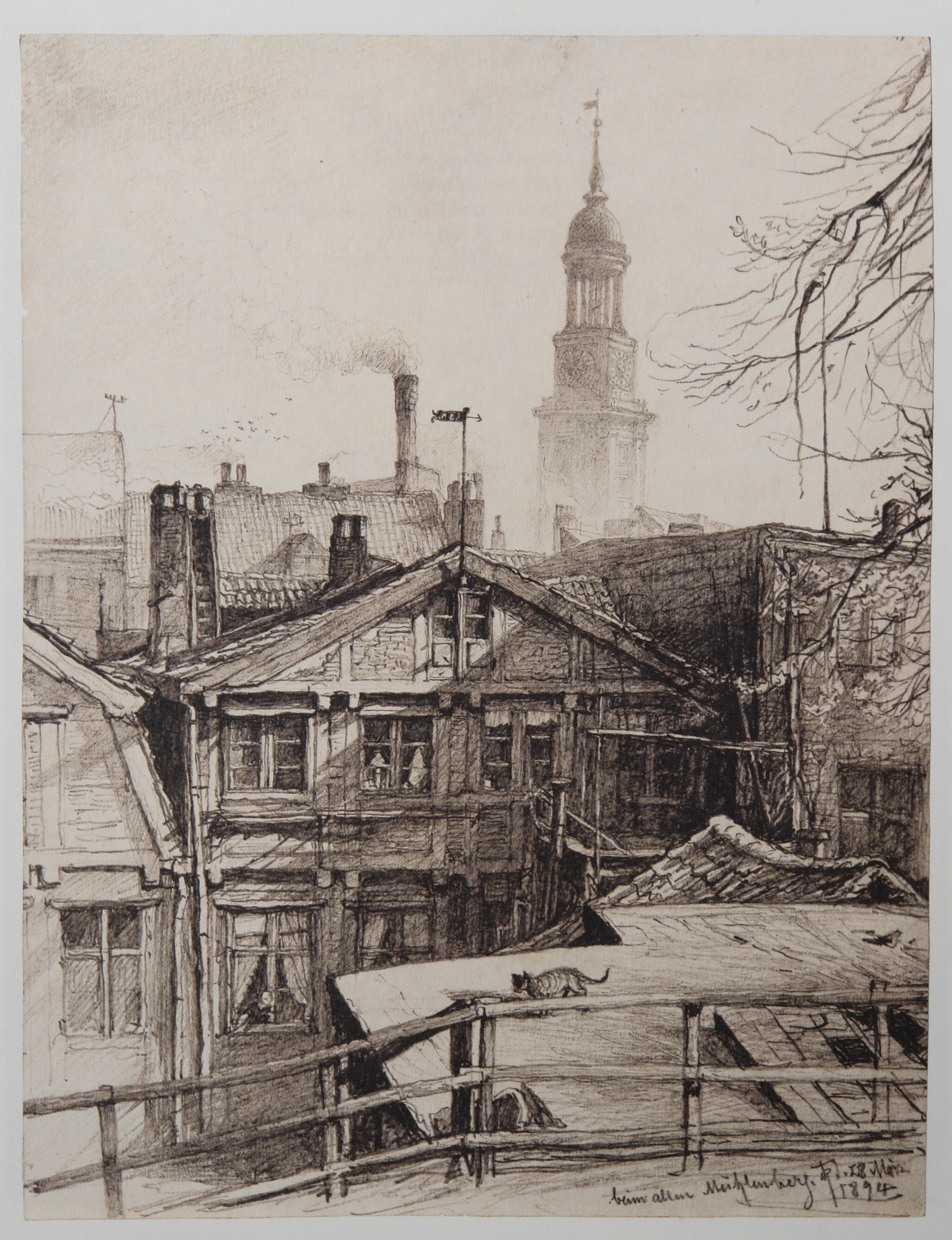
Mühlenberg 1894
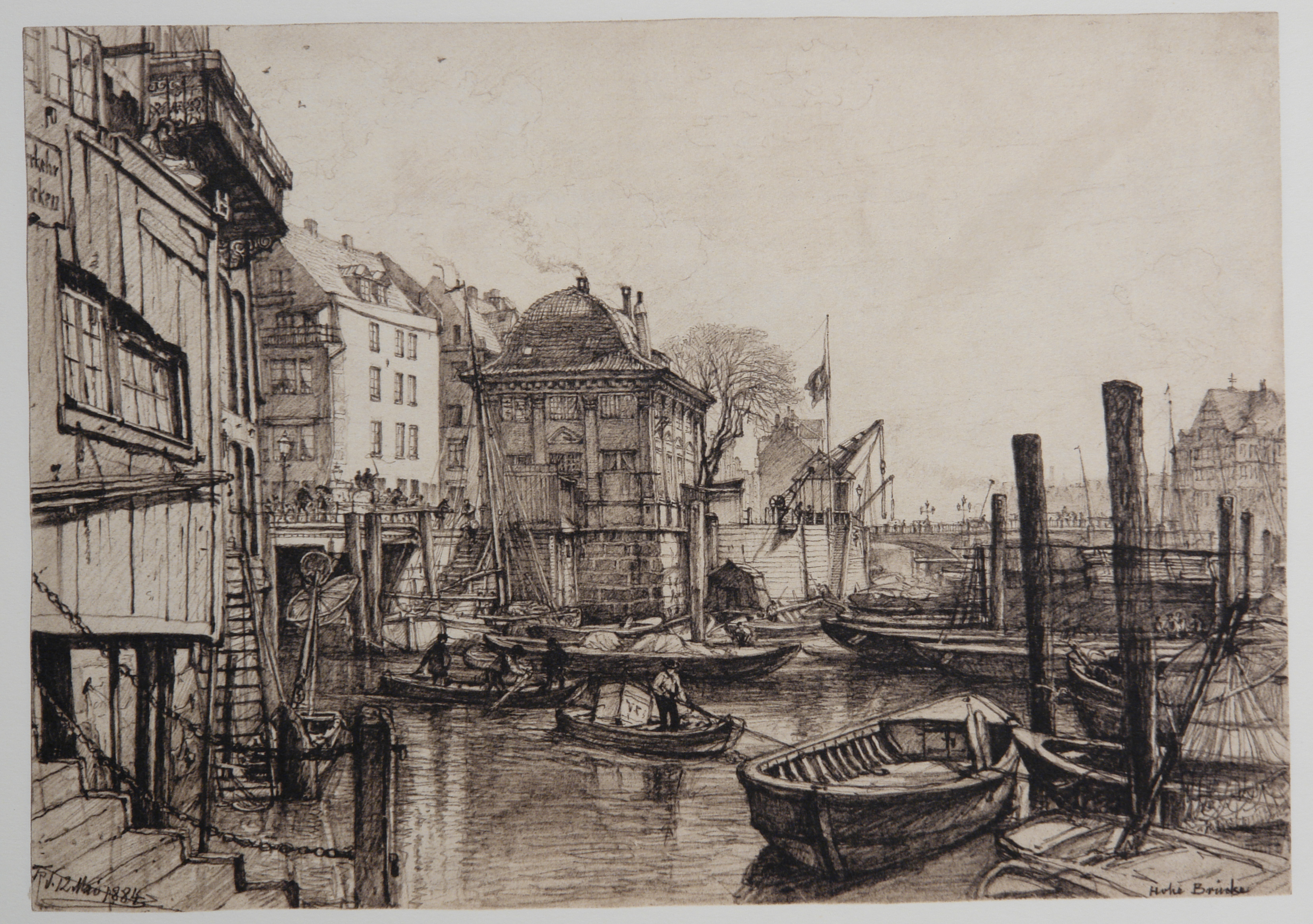
Hohe Brücke 1884
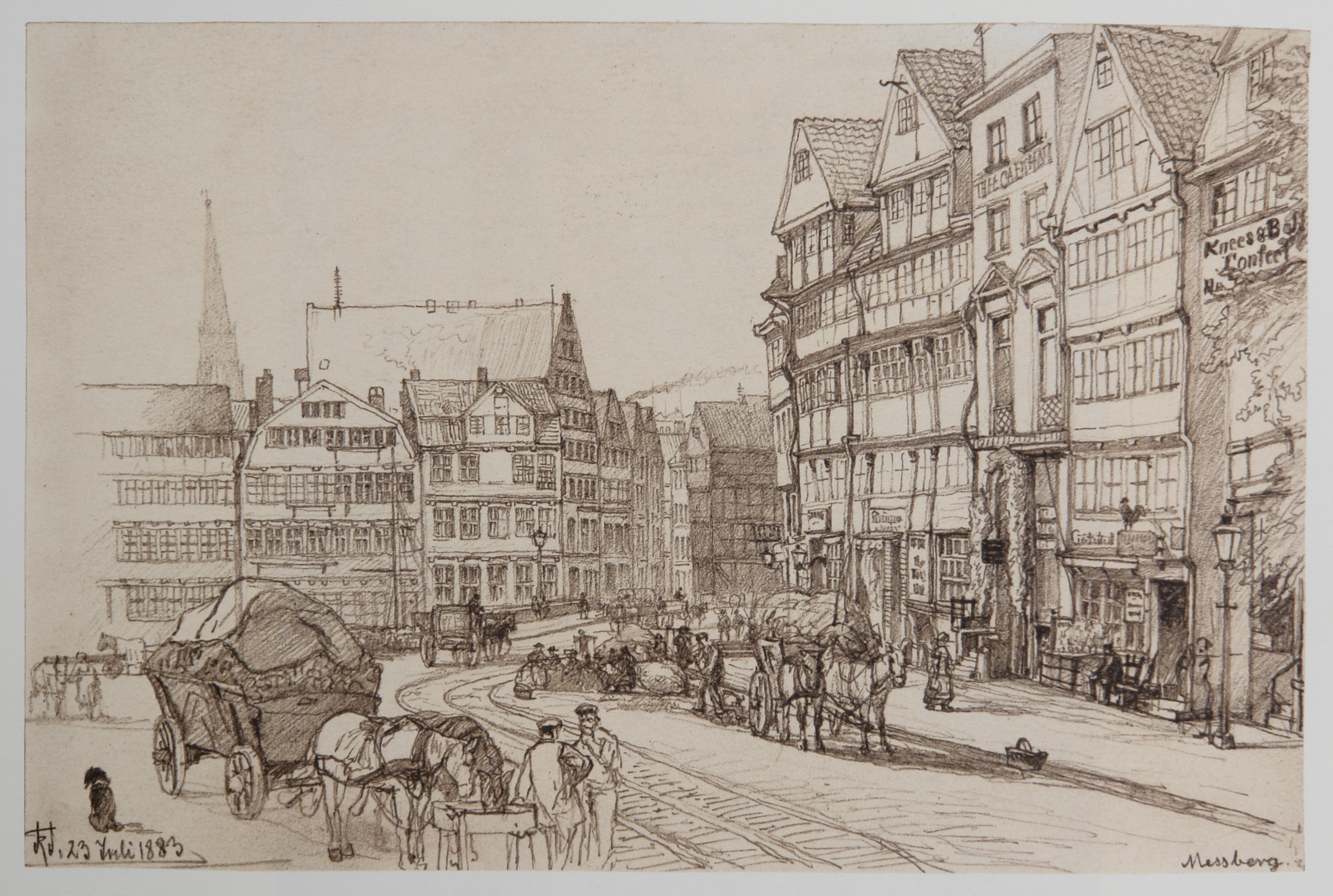
Meßberg 1883
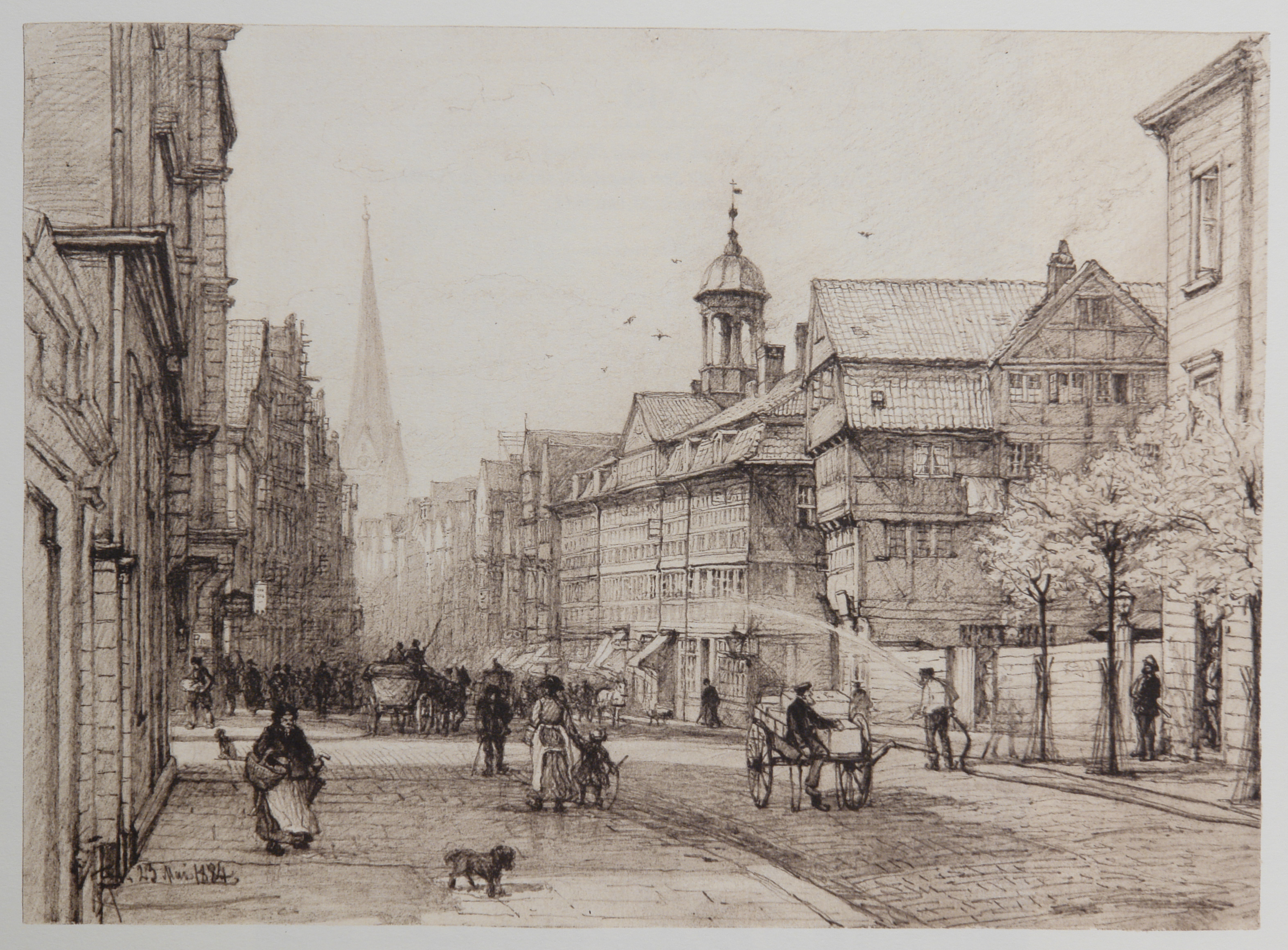
Spitalerstraße 1884
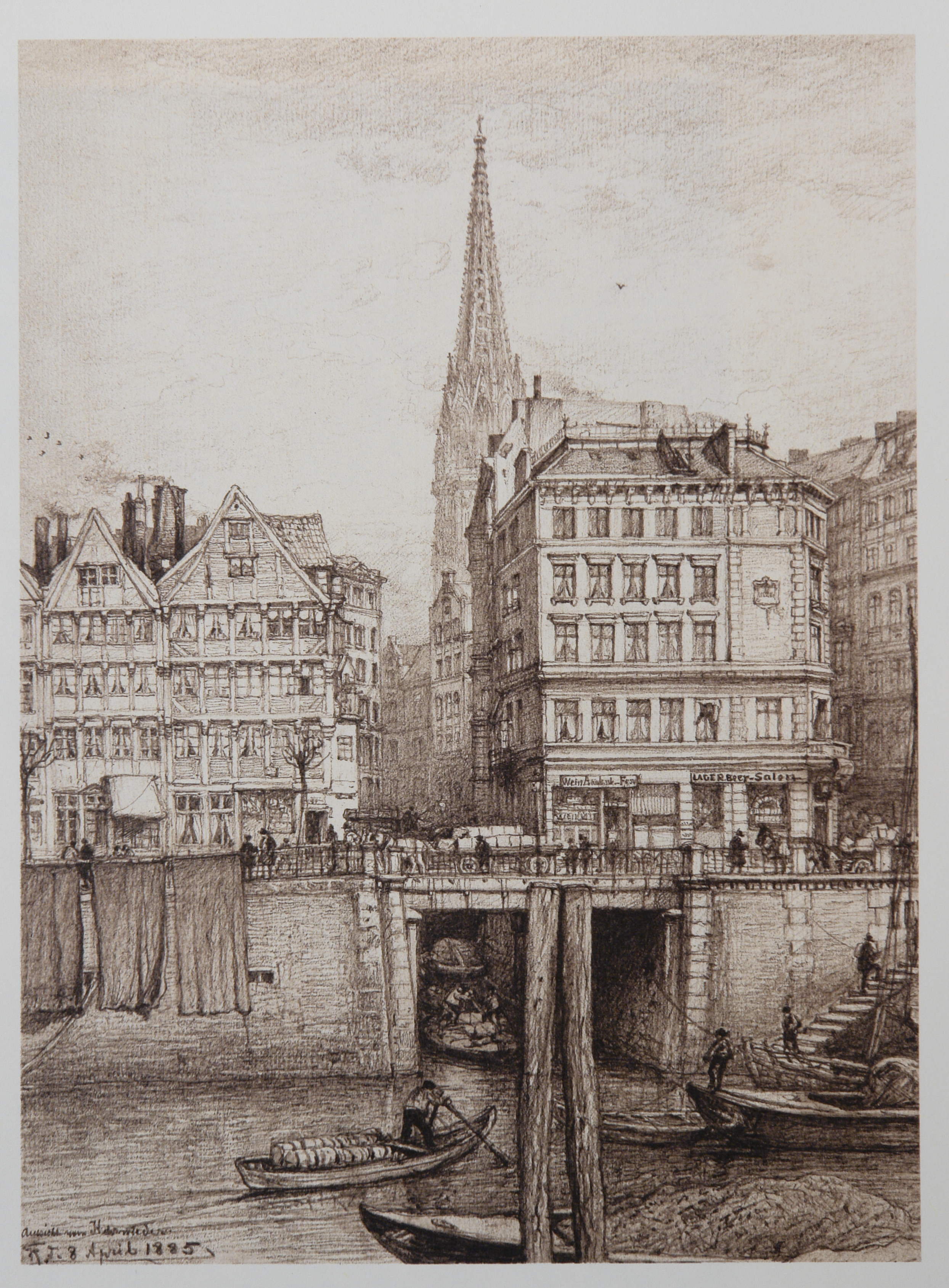
Mattentwietenfleet 1885
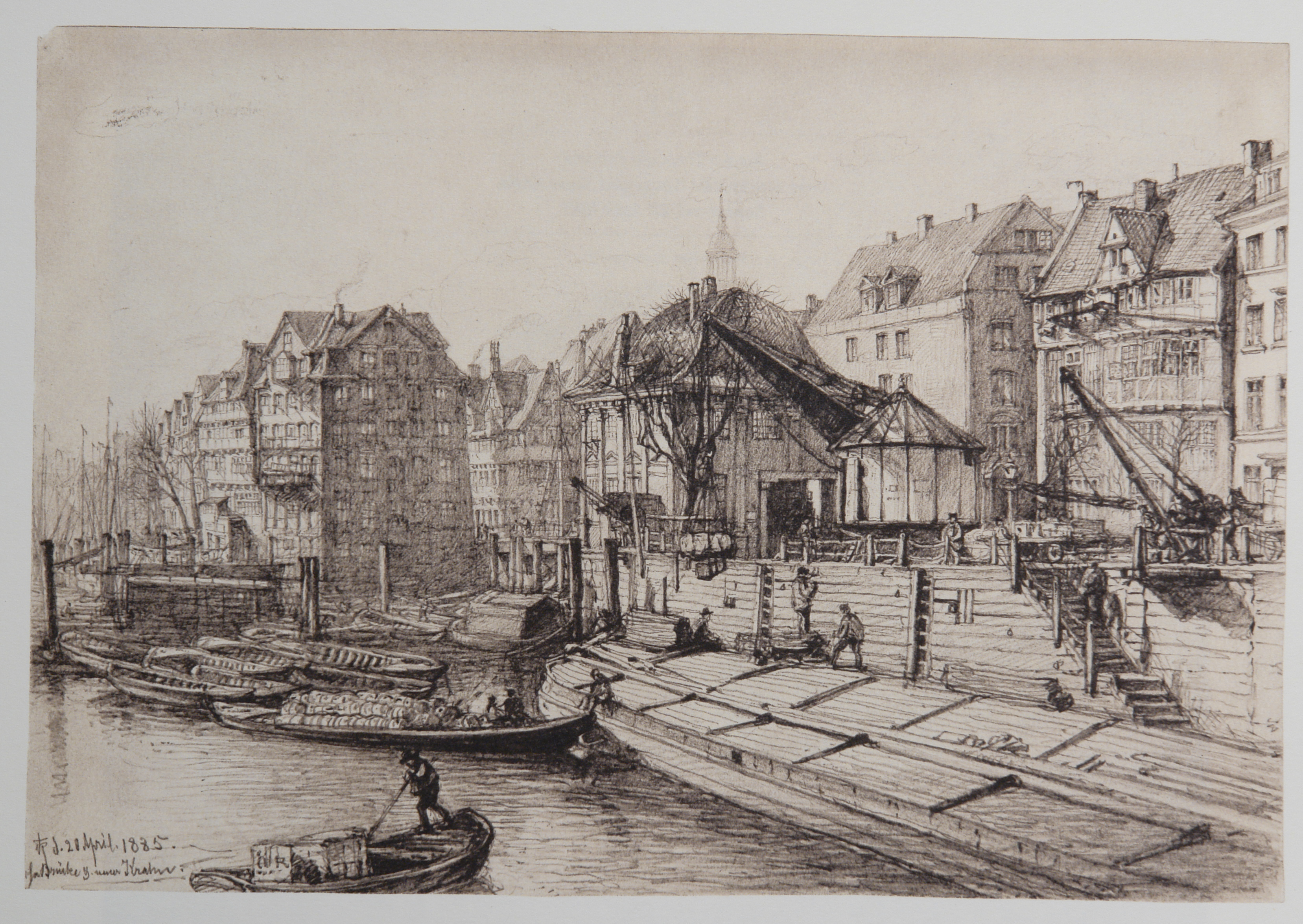
Neuer Krahn 1885
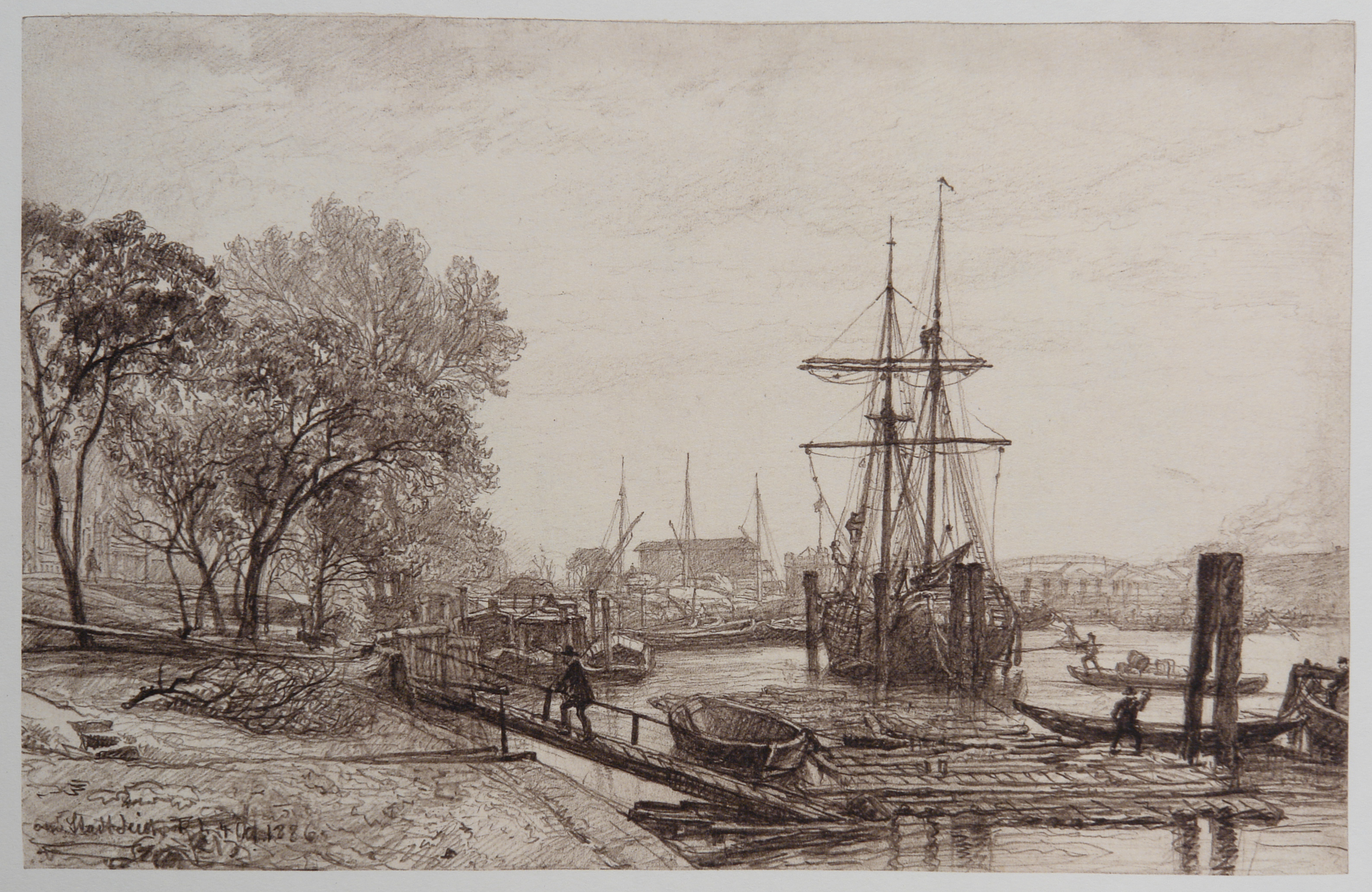
Am Stadtdeich 1886
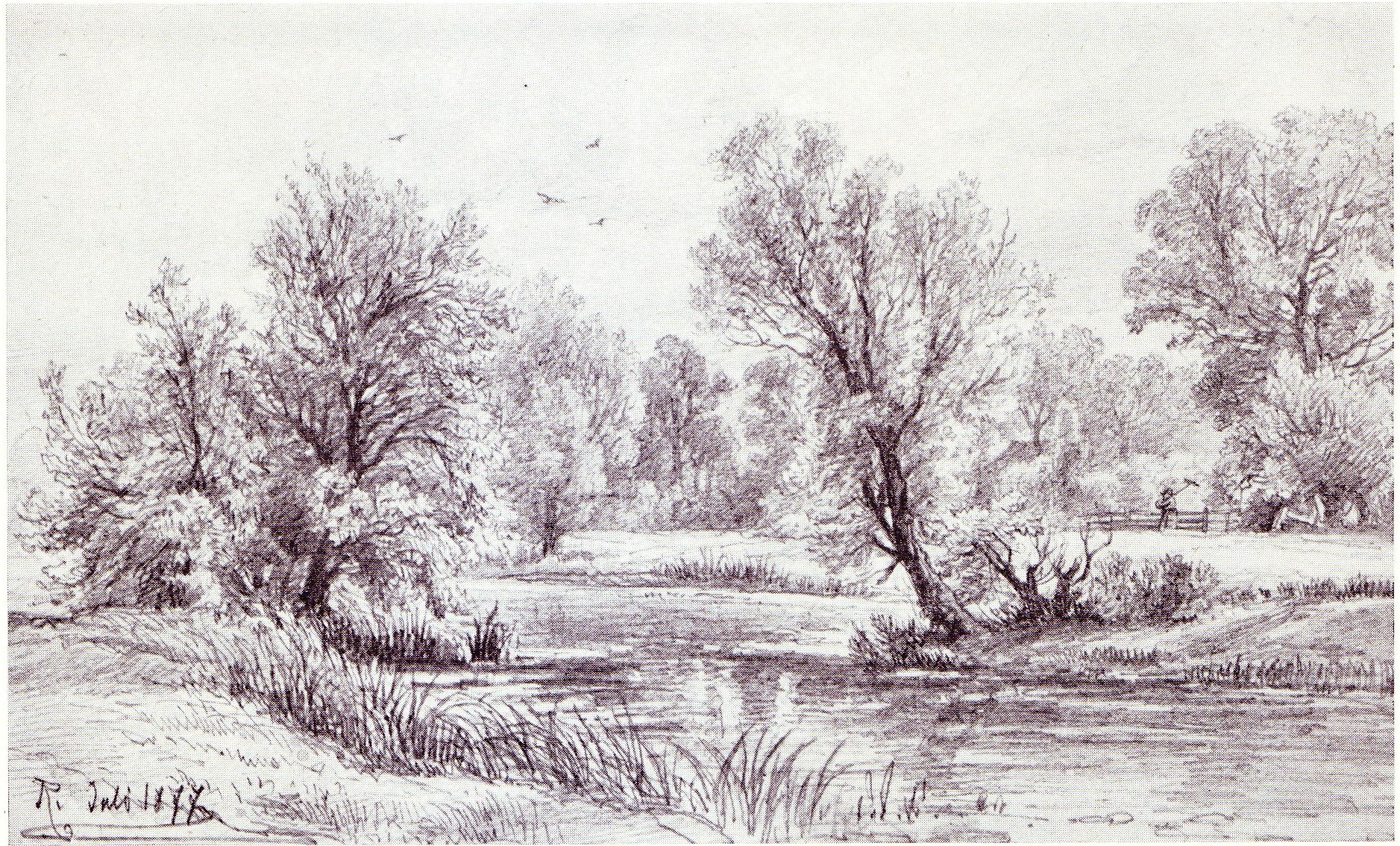
Garten in Hamm 1877
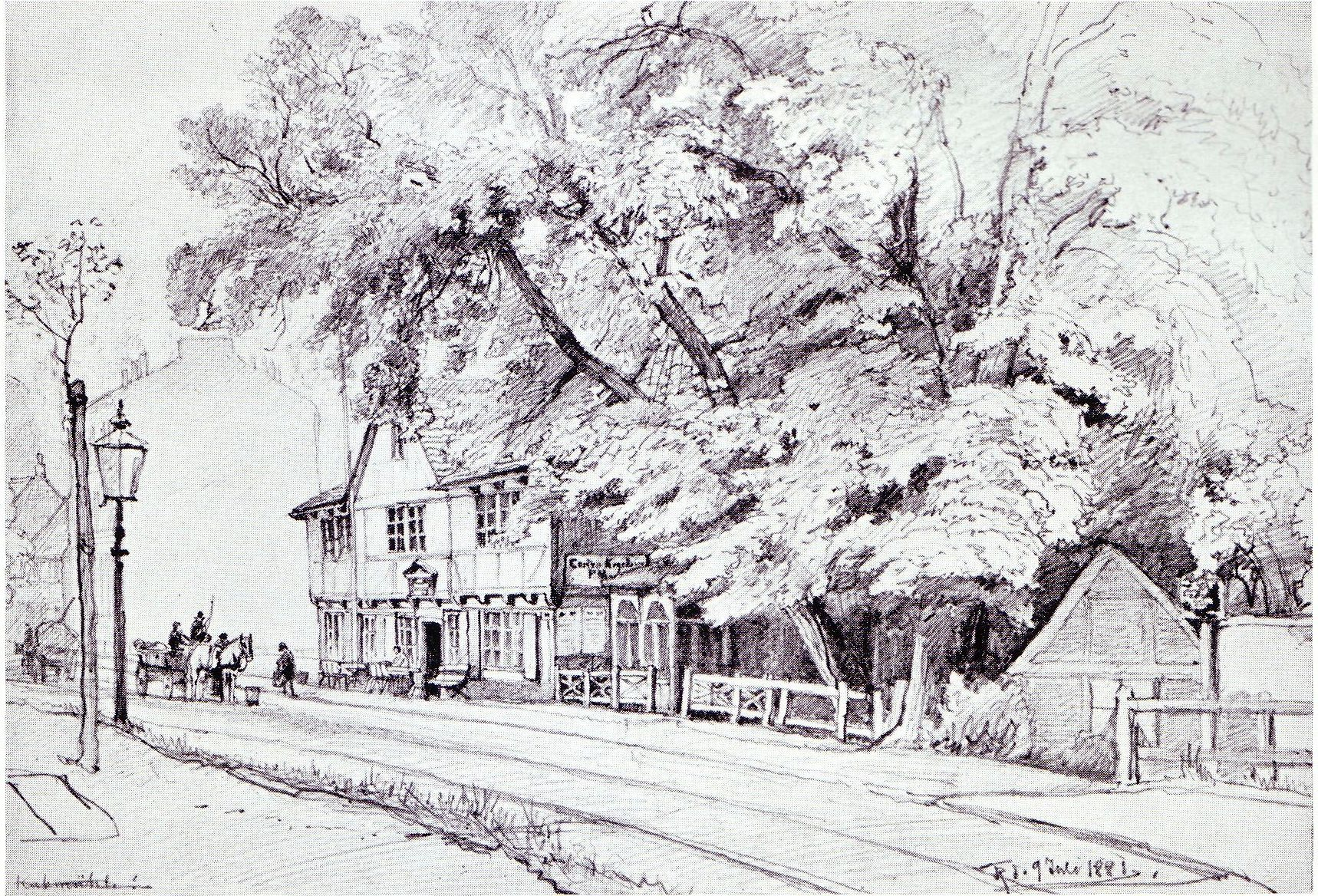
Gasthof Schinkenkrug in Horn 1881